# Insel der Träume (Operette)
Insel der Träume ist eine Operette von Joachim von Ostau und Hans-Martin Majewski (1938);
Peermusic, Hamburg. Die Uraufführung fand am 12. Mai 1938 in Gronau (Westfalen) statt. Nach einer Überarbeitungsphase eröffnete die Insel der Träume die Oldenburger Theatersaison 1938/39. In Zwickau und Berlin wurde diese Operette ebenfalls gespielt, sie geriet aber durch den Beginn des Zweiten Weltkriegs in Vergessenheit.

## Entstehung
Die Eigentümlichkeiten der Operette lassen sich wohl durch ihre Entstehung in der Gronauer „Gesellschaft Erholung“, einem Fabrikantenclub, und die Umsetzung durch die Enschedesch Opera en Operette Gezelschap erklären.
Ostau konzipierte ab 1936 eine Operette für die lokalen Stars, die mit ihm in der Operettengesellschaft und im Club zusammenarbeiteten. Er wählte deshalb eine vergleichsweise schmale Besetzung und legte großes Gewicht auf Tanzeinlagen – denn seine Hauptakteure waren zwar als Tänzerinnen, nicht aber als Sängerinnen ausgebildet. Für sich selbst entwarf Ostau die Bufforolle eines Reporters. Die noch vorhandenen Lücken wurden mit professionellen Kräften aus Leipzig und Göttingen geschlossen. Die UFA vermittelte Ostau einen Kontakt zu Hans-Martin Majewski, der als Korrepetitor und Filmkomponist am Anfang seiner Karriere stand.
Die Idee für den exotischen, fernab gelegenen Handlungsort der Operette lieferte eine Zeitungsnotiz über das „plötzliche Auftauchen einer märchenhaft schönen Insel in der Südsee […], die, durch Meeres-Eruptionen entstanden, lange unentdeckt blieb, zumal sie auf der Landkarte nicht verzeichnet war“ (Majewski).

## Der Inhalt
Inhaltlich erscheint die „Insel der Träume“ als eine Zeitgeist-Collage der 1930er Jahre. Die Schauplätze verweisen bereits auf ihr inneres Spannungsfeld von moderner Technik und romantischen Paradiesträumereien: Der erste und dritte Akt spielt auf einem Flughafen, der mittlere auf einer fernen Südseeinsel – nahe Hawaii.
Die Operette beginnt dynamisch und witzig mit einem „Chor der Funkerinnen“. In der ersten Szene wird Mabel, die Chefin einer Fluglinie, bei der Rückkehr von einem Rekord-Flug pathetisch begrüßt.  Ihr Auftrittslied „Sonne, ich komm dir entgegen“ erinnert an Hans Albers’ Erfolgsschlager Flieger, grüß mir die Sonne aus dem Film F.P.1 antwortet nicht (1932).  Für die Fliegerin Mabel standen vermutlich die in den 1930er Jahren populären Fliegerinnen Elly Beinhorn und Hanna Reitsch, möglicherweise auch die Figur der Mabel Atkinson aus dem Film Capriolen (1937) Modell.
Kurz darauf muss Mabel ihren Chefpiloten Jack zurechtweisen, der sich verspätet hat, weil er auf dem Flug von „Frisco nach Honolulu“  von einer neu entdeckten Insel völlig verzaubert wurde.
Am Ende des ersten Akts fliegen Jack und Mabel dann gemeinsam los, um das „Traumland“ zu erkunden. Jack freut sich nach seiner Ankunft auf der Südseeinsel (im zweiten Akt), dass er nun die „Nüchternheit unserer sogenannten Zivilisation“ einmal vergessen könne… Als blinde Passagiere sind allerdings Bill, ein Reporter, George, der Flugleiter, und Lilian, seine Sekretärin, mit an Bord gewesen. Sie stoßen auf der Insel auf Doris, eine attraktive, tänzerisch begabte Südsee-Insulanerin und ihre Gespielinnen.
Ihre Verwicklungen und Liebeleien (schließlich ist „ein bisschen Liebe … doch so schön!“) enden schließlich wieder auf dem Flughafen: Jack und Mabel, Bill und Lilian haben sich am Ende des dritten Akts endlich als Paare gefunden, Doris geht mit ihren Freundinnen zur Revue und George wird ihr Manager. Die Südseeinsel ist mittlerweile durch ein Seebeben wieder vom Meer verschluckt worden. Da bleibt allen zwangsläufig nur noch die moderne Gegenwart, der Notausgang „Traumland“ ist verschlossen. Als Konsequenz erkennt Mabel nun, dass ihre wahre Bestimmung nicht im Beruf, sondern an der Seite ihres zukünftigen Mannes liegt („Ich bin ja nur eine Frau.“) Trotz aller Konvention und Enge wird im Finale vor der Flughafenkulisse ein Lobgesang auf die Freiheit angestimmt: „Freiheit! Dich will ich fassen, kann dich nicht lassen – denn du bist mein!“

## Die Musik
Der Komponist Hans-Martin Majewski war ein Universaltalent, der viele musikalische Richtungen seiner Zeit aufnahm und in seinen eigenen Stil integrierte. Er verstand es, sich während der NS-Zeit  in seiner musikalischen Arbeit weitgehend von politischen Aussagen fernzuhalten und beschränkte sich am Anfang seiner Karriere darauf, eingängige Melodien zu schreiben, von denen ein Großteil Ohrwurmcharakter hat.
Majewski schrieb für eine kleine Orchesterbesetzung, da die erste Fassung der Operette für eine deutsch-niederländische Liebhaberaufführung gedacht war. Viele der schlagfertigen Einzelnummern können für sich bestehen und hätten erfolgreiche „Gassenhauer“ werden können – Majewski selbst bezeichnet sie als „schmissige Weisen und kesse Buffo-Nummern“. Von Ostau legte großes Gewicht auf Tanzeinlagen und so komponierte Majewski die Chorszenen mit Tanzsteps der sogenannten „Girls“. In seinem Memoiren sieht der Komponist ein unverwechselbares Kennzeichen der Insel der Träume darin, dass in ihr die „Lyrik durch kesse Tanzeinlagen, flotte Melodien und heitere Lieder, ein Ballsaal mit Frack und großer Garderobe durch sportliches Milieu“ ersetzt wurde. Hinzu kam ein kräftiger Schuss Exotismus, der die Handlung, zumindest zeitweise, aus der wirklichen Welt in ein unscharfes „Irgendwo“ verlegte. Majewski beurteilt die Operette letztlich als „kleines Schulstück“, bei der man musikalisch keinen Geniestreich landen konnte. Ironische Brechungen kommen jedoch vor und werden oft mit einem Augenzwinkern eingestreut – am Anfang seiner Karriere war Majewski aber noch relativ vorsichtig mit innovativen Ideen und Entwicklungen, die seine späteren Filme auszeichnen.
Zwar ist Insel der Träume ein eigenständiges Werk, doch ist der Stil des Komponisten noch nicht so weit entwickelt, dass man ihn unverkennbar nennen könnte. Da Majewski erst 27 Jahre alt war und noch keinen Namen im Musikgeschäft hatte, musste er sich dem Auftraggeber Joachim von Ostau und dessen Libretto fügen. „Aufsässiges Anrennen gegen Lebenshaltungen“, wie Volker Klotz es sich in seiner Operetten-Definition wünscht, war in der NS-Zeit lebensgefährlich; hinzu kommt, dass von Ostau in der NS-Politik kein unbeschriebenes Blatt war.
Auf musikalischer Ebene hat Majewski in versteckter Form kleine ironisch-persiflierende Widerhaken eingebaut. Jazz-Harmonien, Synkopen, moderne Tänze und die Erweiterung des Orchesterklangs sind nur einige Beispiele, mit denen er sich musikalische Freiheiten erlaubt hat. Dennoch ist das Werk tatsächlich ein Schulstück, handwerklich gut gemacht, mit Melodien, die zum Nachpfeifen einladen und einer nirgendwo aneckenden musikdramatischen Form. Einer der Gründe seines späteren Erfolgs im Filmgeschäft ist, dass Majewski ein Meister darin war, seine Musik dem Inhalt anzupassen und unterzuordnen. In reiferen Jahren und nach dem Zweiten Weltkrieg (bei dem auch er eingezogen wurde), entwickelte er seinen eigenen modernen Stil mit experimentellem Charakter. Doch die kleine Operette Insel der Träume verbleibt ihrem Inhalt gemäß auch musikalisch in „maßvoller Gefälligkeit“ (Klotz).